# James Smith junior

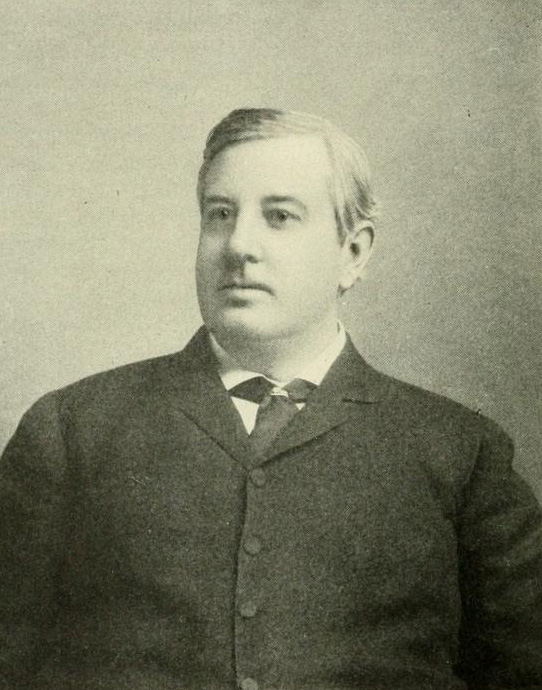
James Smith (1899)

James Smith, Jr. (* 12. Juni 1851 in Newark, New Jersey; † 1. April 1927 ebenda) war ein US-amerikanischer Politiker. Zwischen 1893 und 1899 vertrat er den Bundesstaat New Jersey im US-Senat.

## Werdegang
James Smith besuchte private Schulen sowie das St. Mary’s College in Wilmington in Delaware. Später arbeitete er im Kurzwarengeschäft und im Importhandel. Dann wurde er in Newark als Lederproduzent tätig. Gleichzeitig schlug er als Mitglied der Demokratischen Partei eine politische Laufbahn ein. Von 1883 bis 1887 saß er im Stadtrat von Newark. Im Jahr 1884 lehnte er eine ihm angebotene Kandidatur für das dortige Amt des Bürgermeisters ab. Er leitete auch das städtische Baudezernat (Board of Works).
Bei den Wahlen des Jahres 1892 wurde Smith in den US-Senat gewählt, wo er am 4. März 1893 die Nachfolge von Rufus Blodgett als Class-1-Kategorie-Senator antrat. Da er im Jahr 1898 nicht mehr für eine Wiederwahl zur Verfügung stand, schied er am 3. März 1899 wieder aus dem Kongress aus. Zwischenzeitlich leitete er den damaligen Ausschuss Committee on the Organization, Conduct and Expenditures of Executive Departments. In seine Zeit im  Kongress fiel auch der Spanisch-Amerikanische Krieg von 1898.
Nach dem Ende seiner Zeit im Senat nahm James Smith seine frühere Tätigkeit als Lederproduzent wieder auf. Außerdem stieg er in das Bank- und Zeitungsgeschäft ein. Im Jahr 1915 erlitt er einen finanziellen Zusammenbruch, der ihn zum Verkauf seiner Zeitungsunternehmen zwang. Politisch förderte er 1910 den Aufstieg des späteren Präsidenten Woodrow Wilson. Wenig später brach er aber mit Wilson, der Sewell 1911 seine Unterstützung für dessen, dann gescheiterte, Kandidatur für den US-Senat versagte. Smith starb am 1. April 1927 in seiner Heimatstadt Newark.